# Сена близ Пор-Марли, куча песка
«Сена близ Пор-Марли, куча песка» (фр. La Seine à Port-Marly, tas de sable) — картина французского художника-импрессиониста Альфреда Сислея, написанная маслом на холсте в 1875 году. Она выставлялась на Всемирной выставке 1900 года в Париже, будучи частью коллекции доктора Жоржа Вио, парижского дантиста и коллекционера произведений искусства. По состоянию на 4 марта 1907 года картина принадлежала Полю Дюран-Рюэлю, который в тот день безуспешно пытался продать её с аукциона.
В апреле 1920 года картина была приобретена парижской галереей «Бернхейм-Жён», а затем коллекционером Мартином А. Райерсоном. В 1933 году последний передал её нынешнему владельцу — Чикагскому институту искусств, где ныне она выставляется в секции 201 («Импрессионисты»).
Как и на других полотнах Сислея «Сушащиеся сети» и «Сена в Аржантёе», написанных тремя годами ранее, река Сена показана как место работы, находившееся недалеко от Ле-Пор-Марли. Они разительным образом отличаются от большей части остальных его работ, на которых, как и на картинах других импрессионистов, Сена изображена как место отдыха.
В центральной части картины изображены двое мужчин на барже с плоским дном, занимающиеся углублением Сену для создания судоходного канала для пенишей, курсировавших между Гавром и Парижем и служивших основным средством перевозки товаров в то время. Охристые цвета песка контрастируют с бирюзово-голубой водой. На горизонте изображена городская бумажная фабрика, но в отличие от его же полотна 1875 года «Песчаная набережная, Пор-Марли» она без дымохода, а дым показан выходящим из отверстия в фронтоне. Сислея занимала тема добычи песка, помимо этой картины он написал на неё ещё несколько работ на набережной в самом Пор-Марли.